# Бала (озеро)
Бала (англ. Bala Lake) или Ллин-Тегид (валл. Llyn Tegid) — озеро в Уэльсе. Относится к водно-болотным угодьям международного значения под охраной Рамсарской конвенции.
Находится на севере Уэльса в Гуинете. Площадь озера составляет 4,84 км², а максимальная глубина — 42 м. Максимальная длина достигает около 6,4 км, ширина — 1,6 км. В озеро впадает и вытекает река Ди. В озере водятся такие породы рыб как: щука, окунь, карп, форель, угорь. С начала 1990-х годов отмечались случаи бурного развития синезелёных водорослей. В настоящее время озеро Бала является популярным туристическим объектом.
Несмотря на свои скромные размеры, Бала — крупнейшее озеро Уэльса, при этом оно меньше водохранилища Траусвинит. В XIX веке на нём были построены шлюзы, и оно уменьшилось в размерах. В 1950-х шлюзы демонтировали.